# Cydistomyia macmilani
Cydistomyia macmilani är en tvåvingeart som beskrevs av M. Josephine Mackerras 1964. Cydistomyia macmilani ingår i släktet Cydistomyia och familjen bromsar. Inga underarter finns listade i Catalogue of Life.